# Dualiteit (elektrotechniek)
In de elektrotechniek worden elektrische termen geassocieerd in paren die dualiteiten worden genoemd. Een dualiteit van een relatie wordt gevormd door bijvoorbeeld het verwisselen van spanning en stroom in een uitdrukking. De aldus geproduceerde duale uitdrukking heeft dezelfde vorm, en de reden dat de duale uitdrukking altijd een geldige verklaring is, kan worden herleid tot de dualiteit van elektriciteit en magnetisme.
Hier is een gedeeltelijke lijst van elektrische dualiteiten:
- spanning – stroom
- parallel – serieel (schakelingen)
- weerstand – geleiding
- spanningsdeling – stroomverdeling
- impedantie – admittantie
- capaciteit – inductantie of zelfinductie
- reactantie – susceptantie
- kortsluiting – open stroomkring
- stroomwet van Kirchhoff – spanningswet van Kirchhoff
- stelling van Thévenin – stelling van Norton

## Geschiedenis
Het gebruik van dualiteit in de netwerkanalyse is te danken aan Alexander Russell die zijn ideeën in 1904 publiceerde.

## Voorbeelden

### Constitutieve relaties
- Weerstand en geleider (wet van Ohm)

{\displaystyle U=I\cdot R\iff I=U\cdot G}
- Condensator en spoel – differentiële vorm

{\displaystyle i_{C}=C{\frac {d}{dt}}u_{C}\iff u_{L}=L{\frac {d}{dt}}i_{L}}
- Condensator en spoel – integrale vorm

{\displaystyle u_{C}(t)=U_{0}+{1 \over C}\int _{0}^{t}i_{C}(\tau )\,d\tau \iff i_{L}(t)=I_{0}+{1 \over L}\int _{0}^{t}u_{L}(\tau )\,d\tau }

### Spanningsverdeling en stroomverdeling
{\displaystyle v_{R_{1}}=v{\frac {R_{1}}{R_{1}+R_{2}}}\iff i_{G_{1}}=i{\frac {G_{1}}{G_{1}+G_{2}}}}

### Impedantie en admittantie
- Weerstand en  geleider

{\displaystyle Z_{R}=R\iff Y_{G}=G}
{\displaystyle Z_{G}={1 \over G}\iff Y_{R}={1 \over R}}
- Condensator en spoel

{\displaystyle Z_{C}={1 \over j\omega C}\iff Y_{L}={1 \over j\omega L}}
{\displaystyle Z_{L}=j\omega L\iff Y_{C}=j\omega C}